# یواس‌اس لیتل (دی‌دی-۸۰۳)
یواس‌اس لیتل (دی‌دی-۸۰۳) (به انگلیسی: USS Little (DD-803)) یک کشتی بود که طول آن ۱۱۴٫۷ متر (۳۷۶ فوت) بود. این کشتی در سال ۱۹۴۴ ساخته شد.